# Ringi tänav
La rue périphérique (estonien : Ringi tänav) est une rue de Pärnu en Estonie.

## Situation et accès
La rue Ringi traverse les quartiers Kesklinn et Rannarajoon.
La rue part de la rue Lai tänav, forme un arc autour de la vieille ville de Pärnu et se termine sur la rive du fleuve Pärnu au port de plaisance de Pärnu.
Le cercle croise également les rues Pikk, Malmö, Rüütli, Kuninga, Võimlemise, Hospidali, Pühavaimu, Nikolai, Vee, Paul Kerese, Lõuna, Mere puiestee, Muru, Esplanaadi, Sadama, Muuli ja Lootsi põik.
La rue jouxte également la place Martens, la place Isaseisvus, le parc de Koidula, le parc Brackmann, le parc de Munamägi et le rempart de Pärnu.
La rue périphérique mesure environ 1,7 km de long.

## Bâtiments remarquables et lieux de mémoire

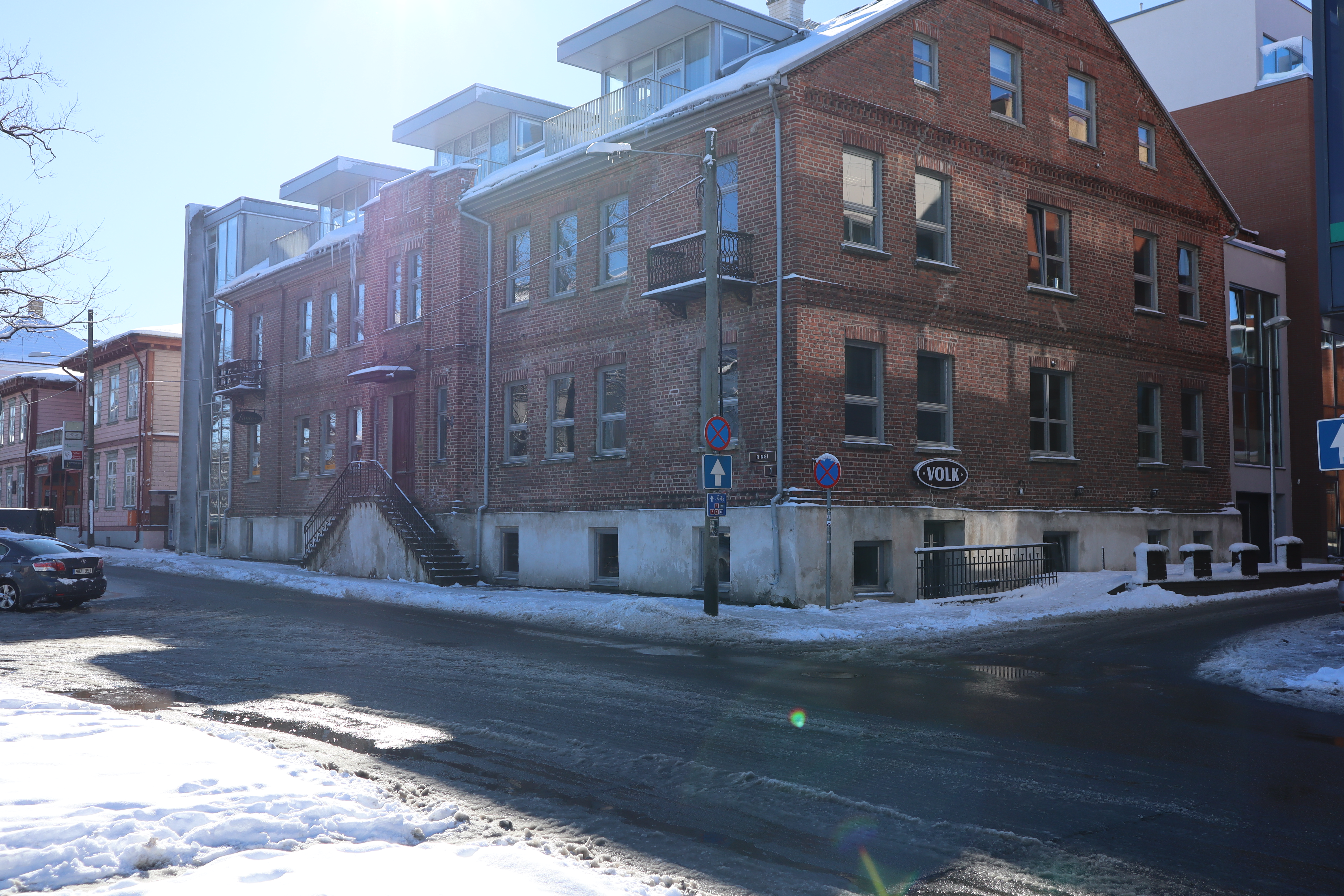
Ringi 1
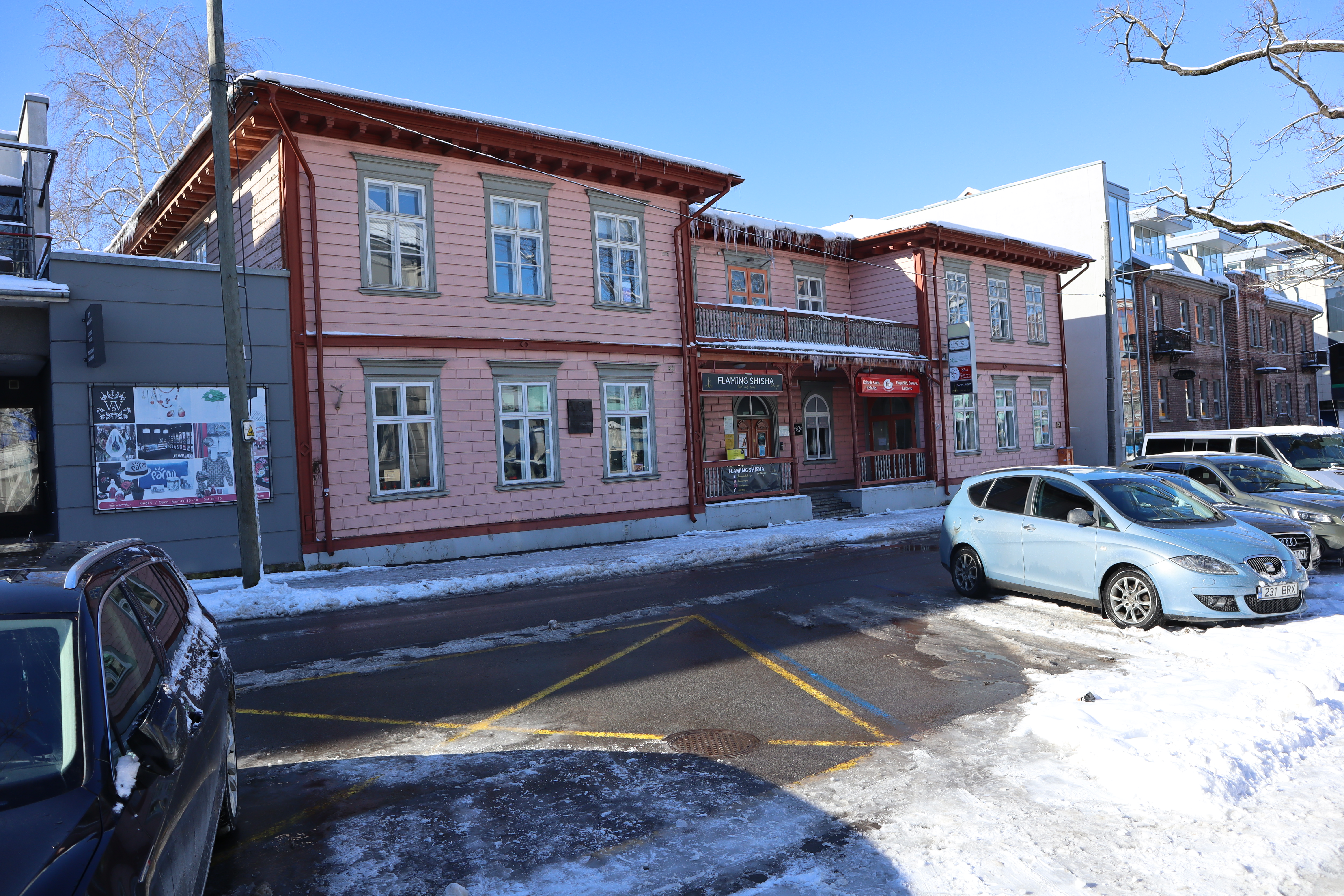
Maison Brackmann, Ringi 3.
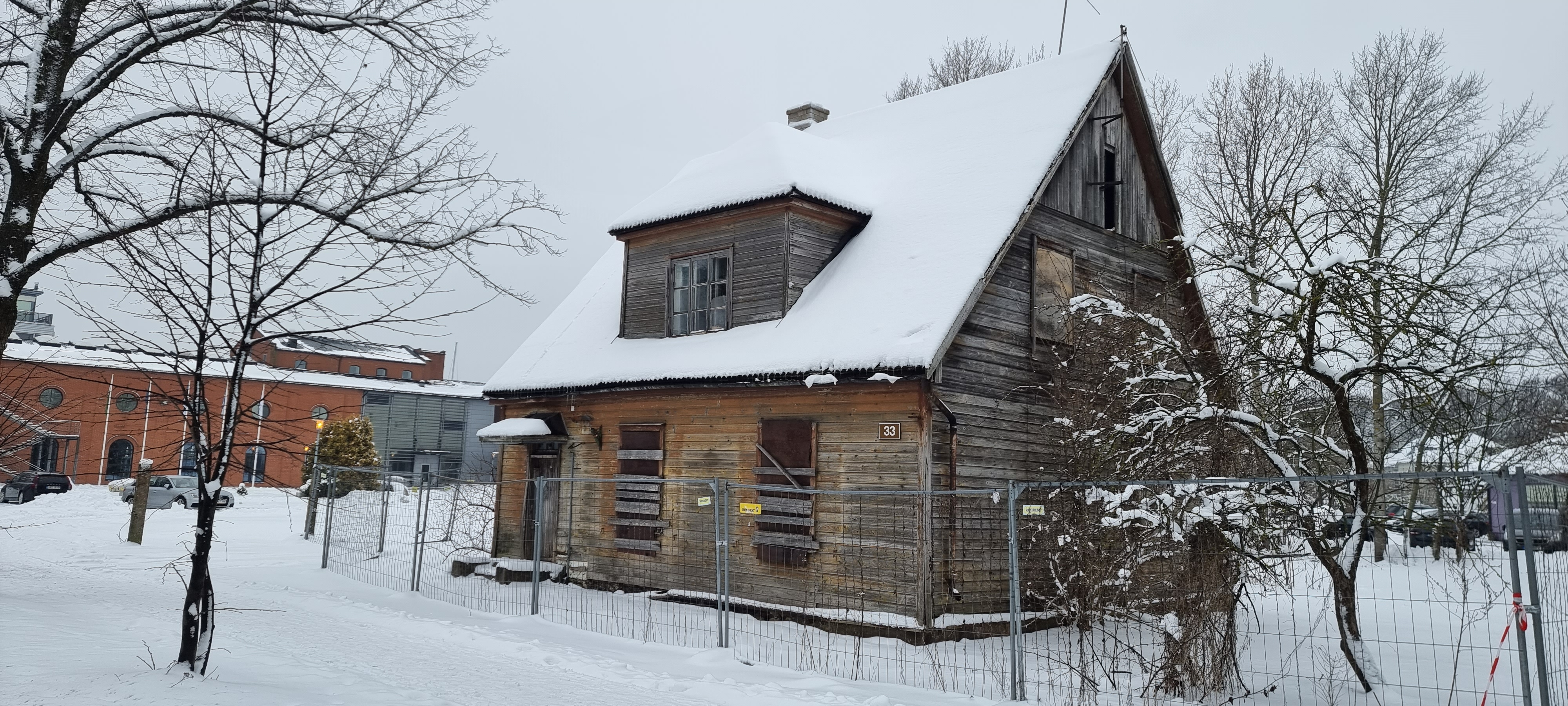
Ringi 33.